# 宮本徹
宮本 徹（みやもと とおる、1972年1月22日 - ）は、日本の政治家。衆議院議員（3期）を務めた。戸籍名は、染矢 徹（そめや とおる）。

## 経歴
兵庫県三木市に生まれる。小学5年生のときに明石市に移住。一浪して1991年に東京大学文科一類に入学、3年次から教育学部に進学。在学中、教養学部学生自治会委員長、学生自治会中央委員会議長を務める。
卒業後、日本共産党武蔵野三鷹地区委員長、日本共産党東京都委員会副委員長 を経て、日本共産党中央委員。党政策委員会副責任者など歴任。
2005年の第44回衆議院議員総選挙にて東京18区から出馬するも民主党の菅直人に敗れて落選。
2012年の第46回衆議院議員総選挙にて比例東京ブロック単独で出馬するも落選。
2014年の第47回衆議院議員総選挙にて比例東京ブロック単独で出馬し、初当選。
2017年の第48回衆議院議員総選挙は東京20区および比例東京ブロックに重複立候補。東京20区は、希望の党が東京22区で2回落選した新人の医師を擁立。自民党の木原誠二や希望の党新人と争い、得票数2番目で選挙区では次点。比例名簿に単独2位で登載されていたため比例区により2期目の当選を果たした。その選挙では、立憲民主党最高顧問・菅直人元首相夫人である菅伸子が激励に来た。
2021年の第49回衆議院議員総選挙で再び、東京20区では次点となり、比例東京ブロックで単独2位であったため比例区で再選。
2024年の第50回衆議院議員総選挙で再び、東京20区では届かず、比例東京ブロックで単独2位であったが共産党の同ブロックにおける獲得議席が1議席に留まったため落選。

## 役職
- 衆議院財務金融委員、決算行政監視委員、予算委員、厚生労働委員。

## 政策
- アベノミクスを評価しない[13]。
- 消費税増税の先送りを評価する[13]。
- 安全保障関連法の成立を評価しない[13]。
- 安倍内閣による北朝鮮問題への取り組みを評価しない[13]。
- 共謀罪法を評価しない[13]。
- 安倍内閣による森友学園問題や加計学園問題への対応を評価しない[13]。
- 長期的に消費税率を10％よりも高くすることに反対[13]。
- 幼稚園や保育所から大学まで教育を無償化すべきだ[13]。
- 経済競争力を多少犠牲にしても格差是正を優先すべきだ[13]。
- 財政赤字は危機的水準であるので、国債発行を抑制すべきだ[13]。
- 所得や資産の多い人に対する課税を強化すべきだ[13]。
- 男性同士、女性同士の結婚を法律で認めるべきだ[13]。
- 被選挙権を得られる年齢を引き下げるべきだ[13]。
- いますぐ原子力発電を廃止すべきだ[13]。
- ひとり親家庭やDINKSなど家族の形は多様でよい[13]。
- 非核三原則を堅持すべきだ[13]。
- 消費税率10％に反対[13]。
- 憲法改正に反対[13]。
- 選択的夫婦別姓制度導入に賛成。「私も旧姓を通称使用している。通称では緩和されない不利益がある。」と述べる[14]。

## エピソード

### 「桜」疑惑“募ったが募集してない”?!
2020年1月28日の衆院予算委員会
```
宮本議員が安倍首相に「地元事務所が参加者を幅広く募集していることをいつから知っていたか」と聞くと、首相は言いよどんだ末に「幅広く募っているという認識だ。募集しているという認識ではない」。
```

　宮本氏が「『募る』と『募集』は同じだ」と指摘すると「それはですね、つまり、事務所が今までの経緯の中でふさわしい方々に声をかけている」などと述べ、やりとりはかみ合いませんでした。

### 安倍首相主催「桜を見る会」の支出「こっそり3倍増」を追及
2019年5月13日の衆議院決算行政監視委員会で「桜を見る会」の予算と支出について追及した。
内閣府は予算が毎年1700万円台であるのに対し、支出が2013年3500万円、2014年3000万円、2015年3800万円、2016年4600万円、2017年4700万円、2018年5200万円へ3倍になっていることを明らかにした。
5月21日の財務金融委員会では、招待状発送が開催要項の1万人を超え、2019年は1万5400人になったことが明らかになったが、内閣府は省庁別の推薦人数は「資料は破棄をした」と明らかにしなかった。（『日刊ゲンダイ』2019年5月14日付など）

### 大学入学定員超過の罰則強化、見送りに
私学助成カットとリンクした「定員管理厳格化」により、大規模大学は2016年度からの3年間で合格者数を3.8万人減らした。2018年5月15日、宮本徹は決算行政監視委員会で浪人に追い込まれた家庭の苦しみを告発し、厳格化の中止を求めた。
林芳正文部科学大臣は「どういうことが実際起きているかということをふまえ、適切に措置を講ずる」と述べた。その後、文部科学省は、2019年度に予定されていた私立大学の超過入学者数に応じた私学助成の減額措置の実施を見送ることを発表した。

### スルガ銀行立ち入り検査へ
シェアハウス投資の際のスルガ銀行の融資審査に関し、宮本徹は2018年5月の衆院財務金融委員会で、融資審査の際に通帳や確定申告書の改ざん、フリーローンの抱き合わせ融資を示し、金融庁に対して立ち入り検査を求めた。

### 麻生太郎財務大臣 セクハラ発言を撤回
麻生太郎財務大臣は2018年5月11日の衆院財務金融委員会で、辞任した福田淳一前財務次官のセクハラ問題について「（女性にはめられた）可能性は否定できない」と述べた。
宮本徹は同日午後の委員会で、セクハラ行為を認定している財務省と麻生太郎のこの発言は「相反する」と指摘した。麻生太郎は「訂正する」と答弁し、発言を撤回した。

### 大相撲差別やじ再発防止へ
2017年3月の大相撲春場所14日目で、立ち合いの変化で関脇の琴奨菊に勝利したモンゴル出身の大関の照ノ富士に、観客から「モンゴルへ帰れ」とのヤジが飛んだと報じられた。
宮本徹は決算行政監視委員会で「○○に帰れ」というのは典型的なヘイトスピーチだと指摘し、再発防止へ日本相撲協会と協議することを求めた。
松野博一文部科学大臣は「事実関係を確認し、適切に対応したい」と述べ、調査する考えを示した。宮本徹は、日本相撲協会とも懇談している。

### 「教育勅語」の教材使用を認める閣議決定をただす
2017年3月31日、安倍政権は「憲法や教育基本法等に反しないような形で教育勅語を教材として用いることまでは否定されることではない」とする政府答弁書を閣議決定した。
4月3日、宮本徹は決算行政監視委員会で「教育勅語は徹頭徹尾、主権在君、天皇から国民への道徳を守れという命令であって、憲法に反している。教育勅語の中で憲法に反しない部分は1カ所でもあるのか」と政府の見解をただした。
使用を認めるのであれば政府として具体的な判断基準を示す必要があるが、松野博一文部科学大臣は「（教育勅語の）どの部分が憲法に反する、反しないに関しての判断を文部科学省でするものではない」と解釈を避けた。（『朝日新聞』2017年4月4日付）

### 生活保護に関する質問で東村山市長から抗議文を送付される
2017年2月23日、衆議院予算委員会分科会で、東村山市の市議会議員から聞いた「仕事を失って、3年間ホームレス状態にあった。精神的にもうつ状態で、足も引きずっていた。病院にも行けずに、足のけがは紫色にひび割れて一部壊死している状態だった。この方も、生活保護を受けたいということでこのほっとシティ東村山市の窓口に行ったら、『仕事がしたいなら、住み込みの新聞配達なら今日にも行けますよ。』と新聞配達を勧められて、なかなか生活保護につなごうとしなかった。」という事例をとりあげて、生活困窮者自立支援事業について事実上の水際対策になっていないか全国的な実態調査を求める質問を行った。
これについて東村山市長の渡部尚は3月20日に記者会見し、宮本徹に対して同日付で市長名の抗議文を送ったことを明らかにした。
抗議文によると東村山市が確認しても該当例が見当たらず、類似例も内容が大きく異なっていた。3月に厚生労働省が同市を視察した際も問題の指摘、是正指導はなかったという。
宮本徹は東村山市の抗議・要請に対しては「憲法51条に基づいて対応する」と産経新聞の取材に対して回答している。

## 選挙
| 当落 | 選挙                     | 執行日         | 年齢 | 選挙区           | 政党       | 得票数    | 得票率 | 定数 | 得票順位 /候補者数 | 政党内比例順位 /政党当選者数 |
| ---- | ------------------------ | -------------- | ---- | ---------------- | ---------- | --------- | ------ | ---- | ------------------ | ---------------------------- |
| 落   | 2005年東京都議会議員選挙 | 2005年7月3日   | 33   | 武蔵野市選挙区   | 日本共産党 | 6064票    | ーー   | 1    | 3/3                | /                            |
| 落   | 第44回衆議院議員総選挙   | 2005年09月11日 | 33   | 東京都第18区     | 日本共産党 | 2万1542票 |        | 1    | 3/3                | /                            |
| 落   | 第46回衆議院議員総選挙   | 2012年12月16日 | 40   | 比例東京ブロック | 日本共産党 | ーー票    | ーー   | 17   | /                  | 3/1                          |
| 当   | 第47回衆議院議員総選挙   | 2014年12月14日 | 42   | 比例東京ブロック | 日本共産党 | ーー票    | ーー   | 17   | 1/3                | 2/3                          |
| 比当 | 第48回衆議院議員総選挙   | 2017年10月22日 | 45   | 東京都第20区     | 日本共産党 | 5万7741票 | 26.75% | 17   | 2/3                | 2/2                          |
| 比当 | 第49回衆議院議員総選挙   | 2021年10月31日 | 49   | 東京都第20区     | 日本共産党 | 6万6516票 | 28.77% | 17   | 2/3                | 2/2                          |
| 落   | 第50回衆議院議員総選挙   | 2024年10月27日 | 52   | 東京都第20区     | 日本共産党 | 5万8215票 | 26.82% | 19   | 3/3                | 2/1                          |